# Wieczność i jeden dzień
Wieczność i jeden dzień (tytuł oryginalny Μια αιωνιότητα και μια μέρα, inny tytuł: Eternity and a day) – grecko-niemiecko-francusko-włoski film fabularny z roku 1998 w reżyserii Teo Angelopoulosa.

## Fabuła
Aleksander jest cenionym pisarzem, który dowiedział się, że cierpi na nieuleczalną chorobę i następnego dnia w szpitalu ma przejść dodatkowe badania. Chce uporządkować swoje sprawy i znaleźć opiekuna dla swojego psa. Na jednej z ulic Salonik w czasie policyjnej obławy przeciwko imigrantom spotyka małego chłopca, Albańczyka. Razem z nim dociera do granicy albańsko-greckiej odkrywając kolejne tajemnice imigrantów, przedostających się do Grecji. Dla Aleksandra jest to też podróż w czasie, kiedy przypomina sobie obrazy ze swojego małżeństwa i poszukiwanie słów, czemu poświęcił swoje życie.

## Obsada
- Bruno Ganz jako Alexandre
- Isabelle Renauld jako Anna
- Fabrizio Bentivoglio jako Poeta
- Achileas Skevis jako Dziecko
- Alexandra Ladikou	jako matka Anny
- Despina Bebedelli	jako matka Aleksandra
- Helene Gerasimidou jako Urania
- Iris Chatziantoniou jako córka Aleksandra
- Nikos Kouros jako Wuj Aleksandra
- Alekos Oudinotis jako ojciec Anny
- Nikos Kolovos jako lekarz

## Nagrody
- Festiwal Filmowy w Cannes 1998
  - Złota Palma za najlepszy film
  - Nagroda Jury Ekumenicznego
- Festiwal Filmowy w Salonikach
  - dla najlepszego filmu
  - za reżyserię
  - za kostiumy
  - za scenariusz
  - za scenografię
  - dla najlepszej aktorki drugoplanowej dla Heleny Gerasimidou

W 1998 film został wyselekcjonowany jako grecki kandydat do nagrody Amerykańskiej Akademii Filmowej w kategorii najlepszy film nieanglojęzyczny, ale nie uzyskał nominacji.